# Salome (opéra)
Pour les articles homonymes, voir Salomé.
Personnages
- Hérode Antipas, tétrarque de Judée (ténor)
- Hérodias, femme du tétrarque (mezzo-soprano)
- Salomé, fille d'Hérodias (soprano)
- Jochanaan, le prophète (Jean-Baptiste) (baryton)
- Narraboth, jeune Syrien, capitaine de la garde (ténor)
- Le page d'Hérodias (contralto)
- Cinq juifs (quatre ténors et une basse)
- Deux nazaréens (ténor et basse)
- Deux soldats (basses)
- Un cappadocien (basse)
- Un esclave (soprano)

Airs
- Danse des sept voiles
- « Ah, du wolltest mich nicht deinen Mund Küssen lassen » — (Salome)

Salome, en français Salomé, est un opéra en un acte (op. 54) de Richard Strauss sur un livret du même compositeur, d'après la traduction allemande de Hedwig Lachmann de la pièce de théâtre Salomé d'Oscar Wilde et créé le 9 décembre 1905 au Königliches Opernhaus de Dresde.

## Composition
Le texte de Hedwig Lachmann est une adaptation allemande très proche de Salomé d'Oscar Wilde, elle-même tirée d'Hérodias des Trois Contes de Gustave Flaubert.
Sur le conseil du poète viennois Anton Lindner, Strauss a commencé la composition en juillet 1903 et l'a terminée en août 1905 cependant qu'il travaille à la révision du Traité d'orchestration d'Hector Berlioz. Salomé a été créée au Königliches Opernhaus de Dresde le 9 décembre 1905 sous la direction d'orchestre d'Ernst von Schuch avec Irene von Chavanne dans le rôle d'Herodias, Karel Burian dans celui d'Hérode et Karl Perron (1858–1928) en tant que  Jochanaan. La régie était assurée par Willi Wirk, la mise en scène par Emil Rieck (1852–1939), les costumes par Leonhard Fanto (1874–1958). L’orchestration généreuse, dans laquelle interviennent orgue, harmonium et percussions, s’inscrit dans la ligne tracée par Wagner, autant que l’utilisation systématique du leitmotiv. L'œuvre ne comporte pas de prologue. La Danse des sept voiles est la partie orchestrale la plus connue et la plus jouée. L'œuvre est composée dans une forme continue avec des touches de tonalité libre. Cent deux musiciens sont nécessaires pour l'exécuter. La première représentation suscita un tel scandale que la soprano Marie Wittich refusa d'abord d'interpréter le rôle, et se serait écriée : « Je ne vais pas chanter ça ! Je suis une femme honnête ! », et elle exigea au moins de se faire doubler pour la danse... qu'au bout du compte elle interpréta malgré tout elle-même.

## Argument
L’action se situe au début de l'ère chrétienne et se déroule sur une grande terrasse du palais d'Hérode, sous le règne d'Hérode Antipas.
La nuit, sur une terrasse du palais, Salomé, belle-fille d’Hérode, est observée avec passion par Narraboth, capitaine de la garde. Jochanaan (Jean-Baptiste), prophète, est emprisonné dans une citerne pour avoir diffamé Hérode. Il proclame l'arrivée de Jésus, mais son appel rencontre l'incompréhension des gardes. Salomé entend le prophète. Elle parvient à convaincre les gardes de faire sortir Jochanaan afin de le voir. À la fois fascinée et apeurée par ses prophéties, Salomé se prend de passion pour cet homme. Narraboth ne peut supporter la scène et se tue à l'aide d'un poignard. Jochanaan est reconduit dans la citerne. Hérode, Hérodias (ou Hérodiade, son épouse) et la Cour sortent sur la terrasse. Ils y trouvent Salomé et le cadavre de Narraboth. Hérode tente de distraire Salomé tandis que la voix du prophète retentit, s'en prenant à Hérodias. Une controverse s'ensuit entre celle-ci et Hérode tandis que Jochanaan annonce la venue du Messie. Hérode supplie Salomé de danser pour lui, promettant monts et merveilles. Celle-ci finit par accepter, au grand dam de sa mère. Hérode est subjugué, mais Salomé exige comme prix la tête de Jochanaan. Après avoir refusé, puis tenté de réduire son exigence, Hérode finit par céder et le bourreau descend dans la citerne. Il ressort, brandissant la tête du prophète dont Salomé s'empare. Elle lui parle et finit par baiser les lèvres tant désirées. Hérode, horrifié, donne l'ordre de tuer Salomé.

### Scène I
Dès la toute première note de musique éclate le caractère sensuel de l'opéra et tout de suite on chante l'irrésistible beauté de la princesse Salomé. Narraboth est en conversation avec le page du roi Hérode. Il est désespérément amoureux de Salomé. Le page prévoit les catastrophes que pourrait apporter un tel amour. La lune, élément du décor, joue ici un rôle symbolique. Le page y voit l'image d'une femme en train de sortir de la tombe. Ce symbolisme de la lune reviendra à travers tout l'opéra. Différents personnages aperçoivent des choses différentes tandis que la couleur et l'éclat de l'astre changent eux aussi régulièrement selon l'état d'esprit qu'il exprime. Le fait que le page voie dans la lune une femme morte annonce tout de suite l'issue dramatique du récit et peut faire allusion au caractère névrotique de Salomé.
La voix de Jokanaan le Baptiste retentit soudain dans la citerne où on l'a enfermé. Il prophétise et annonce l'arrivée du Rédempteur, mais personne ne comprend ce qu'il dit. La plupart le regardent comme un fou abominable et étrange. Le roi Hérode l'a fait enfermer et interdit que quiconque lui adresse la parole. C'est seulement plus tard qu'on se rend compte qu'il a donné un tel ordre parce qu'il redoutait la sainteté de cet homme.

### Scène II

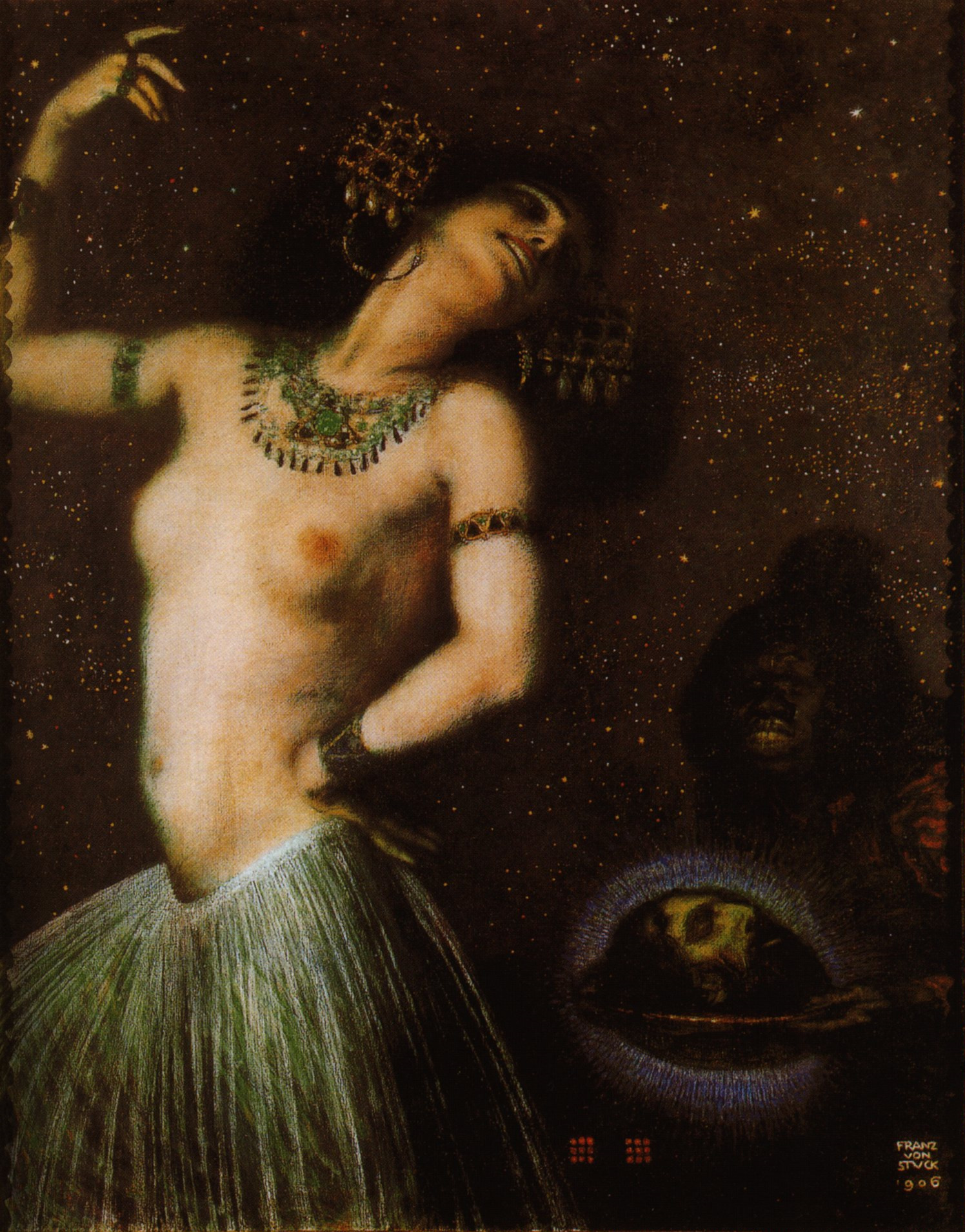
Salomé dansant pour Hérode
par Franz von Stuck (1906)

Salomé apparaît sur la scène. Elle s'est retirée du banquet qui a lieu dans le palais et s'étonne en voyant que son beau-père, le roi Hérode, ne cesse de la regarder avec des yeux concupiscents. Dans l'attitude de la cour à cette minute apparaît clairement ce qui fait son caractère décadent : la perversion de l'inceste. La fonction symbolique de la lune ne doit pas être oubliée. Quand Salomé la regarde elle y voit une fleur d'argent, froide et pudique, comme la beauté de la jeune femme vierge qu'elle-même est encore.
Quand Jean à nouveau se met à prophétiser, il attire l'attention de Salomé. Elle comprend mieux ce qu'il dit et affirme que cet homme dit des choses terribles au sujet de sa mère Hérodiade. Celle-ci partage de façon scandaleuse la vie du frère de son mari assassiné et son nouvel époux est justement celui qui a organisé le meurtre. Jokanaan n'hésite pas à lui donner le nom de prostituée. On voit bien que Salomé s'intéresse à cet homme mystérieux et voudrait lui parler, même si Hérode l'a interdit. Parfaitement consciente de ce qu'une jeune fille peut obtenir par la séduction et décidée à l'obtenir coûte que coûte, elle s'adresse à Narraboth car elle ne s'est que trop rendu compte que celui-ci ne cesse de la regarder. Elle a peu de mal à le faire obéir, joue avec lui, le séduit, lui fait des promesses, utilise l'amour qu'il lui porte et finit par obtenir ce qu'elle veut : Narraboth ordonne qu'on retire Jokanaan de son cachot.

### Scène III
Apparaît Jokanaan qui produit sur Salomé une impression intense. Le premier sentiment de la jeune femme est le dégoût mais il se tourne vite en adoration ! Elle est émerveillée par la beauté de son corps, la splendeur de ses cheveux et la sensualité de sa bouche. Elle veut baiser cette bouche et demande plusieurs fois au Baptiste de l'embrasser. Mais Jokanaan ignore cette insistance de la fille d'une prostituée et refuse. Son amour pour Salomé fait alors littéralement perdre la raison à Narraboth : incapable de la voir devenue folle pour un prophète insensé et repoussant, il se tue avec son épée et tombe aux pieds de celle qu'il aime. Salomé ne le remarque même pas. Salomé veut baiser la bouche de Jokanaan. Mais Jokanaan finit par la maudire et retourne dans sa citerne.

### Scène IV
Le roi Hérode apparaît sur la scène avec la reine Hérodiade. Il est à la recherche de Salomé. La reine tente vainement de l'empêcher de regarder sa fille avec convoitise. À son tour il aperçoit la lune et y voit l'image d'une femme folle et ivre. Il se sent d'humeur lubrique ! Hérodiade est la seule à voir la lune comme elle est réellement. Elle est parfaitement consciente des intentions incestueuses d'Hérode. Elle réalise également que les accusations continuelles de Jokanaan contre elle peuvent nuire à son image de reine, puisqu'elles sont exactes. Elle ne souhaiterait donc rien tant que de voir le prophète condamné à mort, mais on sait qu'Hérode se refuse à le faire exécuter, de peur qu'il ne s'agisse d'un homme de Dieu. La crainte du roi est reflétée aussi symboliquement dans le vent froid et vif qui surgit soudain et qu'Hérode est le seul à ressentir. Ce vent toutefois disparaît aussi vite qu'il était venu et Hérode continue à festoyer. Sa décadence est encore une fois mise en relief quand il remarque le cadavre de Narraboth. Il ne s'occupe pas de savoir pourquoi et comment il est là mais donne l'ordre qu'on le fasse disparaître au plus vite. Hérode veut festoyer sans être dérangé. Il demande à Salomé de danser pour lui. Elle commence par refuser, mais comme Hérode, dans son désir lubrique, lui jure qu'elle pourra lui demander tout ce qu'elle voudra, elle exécute devant lui une danse d'un érotisme extrême, la « danse des sept voiles ».
Quand Salomé a terminé sa danse, Hérode au comble de l'excitation lui demande ce qu'elle veut. Elle a trouvé maintenant l'occasion de se venger de l'indifférence de Jokanaan vis-à-vis d'elle, et elle réclame qu'on lui apporte sa tête sur un plateau d'argent. Hérode commence par refuser mais il doit bien admettre qu'il a juré de lui donner ce qu'elle voudrait. Hérodiade se réjouit elle aussi que cet homme finisse par disparaître et intervient pour hâter son exécution. On atteint le moment le plus important de l'opéra quand on apporte la tête coupée et sanglante de Jokanaan sur un grand plat d'argent à Salomé. « Ah ! Tu n'as pas voulu me laisser embrasser ta bouche, Jokanaan ! dit-elle, maintenant je vais l'embrasser ! » et Salomé embrasse la bouche de la tête coupée du prophète. Hérode a beau être décadent, c'est plus qu'il n'en peut supporter. Il ordonne de la tuer. L'opéra s'achève sur les soldats qui se ruent sur Salomé et l'écrasent sous leurs boucliers.

## Le rôle de Salomé

Quatre actrices dans le rôle de Salomé
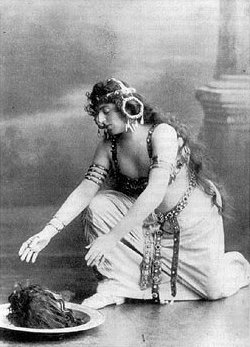
Alice Guszalewicz (Hongrie, 1879-1940)
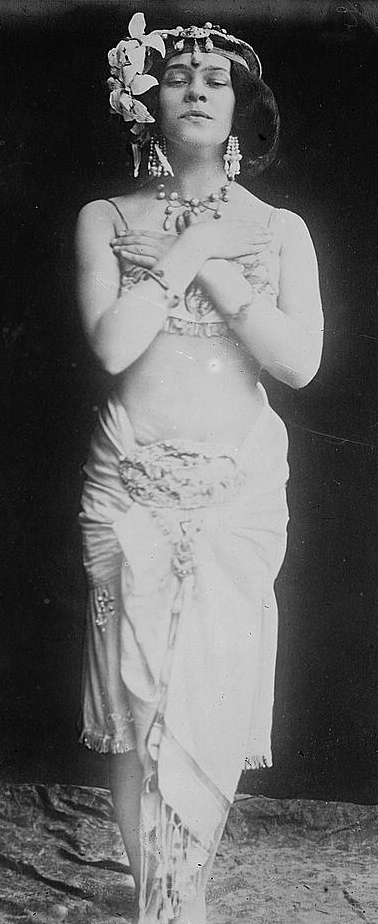
Tilla Durieux (Allemagne, 1880-1971)
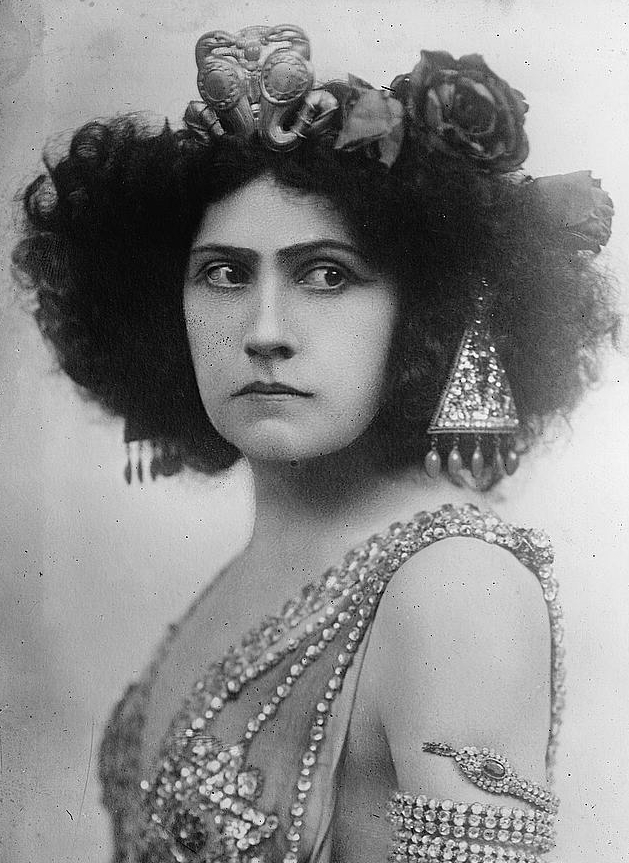
Aino Ackté (Finlande, 1876-1944)
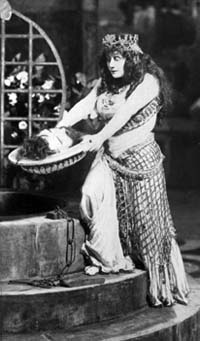
Olive Fremstad (Etats-Unis, 1871 – 1951) au Met en 1907

Les exigences vocales pour le rôle de Salomé sont les mêmes que pour une Isolde, une Brünnhilde ou une Turandot dans la mesure où, dans l'absolu, le rôle demande le volume, l'endurance et la puissance d'une vraie soprano dramatique. La difficulté commune de ces quatre rôles est de trouver une soprano idéale qui possède un timbre dramatique tout en étant capable d'avoir l'apparence et le comportement d'une adolescente (l'âge normal de Salomé et des trois autres personnages).
L'ambitus exigé par le rôle-titre est plus problématique : la plus haute note est un si aigu, ce qui n'est pas anormal pour une soprano ou une mezzo-soprano, alors que la plus basse est un sol bémol grave dans le registre alto (et normalement au-dessous du registre d'une mezzo-soprano "standard"). Compte tenu d'une telle tessiture, qui ressemble à celle de nombreux rôles de mezzo comme Carmen et Amneris, on pourrait croire qu'un soprano aigu n'est pas essentiel à la pièce, mais c'est bien le contraire ; la plupart des sopranos graves qui ont abordé ce rôle ont imposé un tel effort à leur voix tout au long de l'opéra, qu'elles se retrouvaient épuisées au moment de la scène finale (la partie la plus éprouvante pour le rôle-titre). Ce rôle est l'exemple classique de la différence qui existe entre tessiture et ambitus : tandis que des mezzos peuvent exécuter une note aigüe (comme dans Carmen), ou même soutenir temporairement une tessiture tendue, il est impossible pour une cantatrice de chanter aussi longtemps (avec le souffle et le contrôle de la respiration nécessaires) dans l'octave au-dessus du do médium, sauf s'il s'agit d'un soprano aigu. En outre, le sol bémol grave apparaît deux fois dans l'opéra, et dans les deux cas, il est pp (pianissimo), avec un effet plus théâtral que musical. Il est donc possible qu'il soit "grogné" plutôt que chanté. Les autres notes graves requises ne sont pas plus basses que le la naturel grave et elles sont également mezzo voce.
Outre les exigences quant à sa voix et à son physique, le rôle requiert également l'agilité et la grâce d'une ballerine prima donna quand il faut exécuter la célèbre « danse des sept voiles ». Trouver une artiste possédant toutes ces qualités relève de la gageure. Et pourtant Maria Cebotari, Ljuba Welitsch, Inge Borkh, Birgit Nilsson, Leonie Rysanek, Montserrat Caballé, Anja Silja, Phyllis Curtin, Karan Armstrong, Teresa Stratas (dans le film), Hildegard Behrens, Cheryl Studer, Dame Gwyneth Jones, Catherine Malfitano , Maria Ewing, Julia Migenes et Karita Mattila sont parmi les plus dignes d'être rappelées comme ayant affronté un tel rôle au cours du dernier demi-siècle. Chacune d'elles a apporté au rôle-titre sa propre façon de l'incarner.
Un des enregistrements les plus célèbres de cet opéra est celui de sir Georg Solti chez Decca Records avec Birgit Nilsson, laquelle a donné à son personnage un aspect particulièrement dramatique et effrayant. La complexité du rôle avec ses exigences a amené certaines interprètes à se limiter à la partie vocale préférant laisser la partie dansée à des doublures de danseuses professionnelles. D'autres n'ont pas eu peur d'interpréter l'une et l'autre et de se charger elles-mêmes de la danse. Dans les deux cas, à la fin de la « danse des sept voiles », certaines sopranos (ou leurs remplaçantes) conservent un collant après avoir laissé tomber le dernier voile, tandis que d'autres de plus en plus nombreuses (notamment Ewing, Malfitano et Mattila) ont fait le choix d'aller jusqu'au bout.
Plus récemment, quelques jeunes sopranos s'illustrent à leur tour dans le rôle de Salomé, parmi lesquelles Asmik Grigorian dans la mise en scène de Roméo Castelluci au festival de Salzbourg en 2018 et 2019, Ausrine Stundyte dans la mise en scène de Hans Neuenfels au Staatsoper de Berlin en 2018, Ambur Braid à l'Opéra de Francfort en 2020 et 2024, dans la mise en scène de Barrie Kosky, Elsa Dreisig au festival d'Aix-en-Provence en 2022, et Elza Van Den Heever dans la mise en scène de Lydia Steier, à l'Opéra de Paris en 2022.

## Organisation de l'orchestre
L'organisation de l'orchestre est impressionnante ; elle prévoit :
- piccolo, 3 flûtes, 2 hautbois, cor anglais, heckelphone, clarinette en mi bémol, 2 clarinettes en la, 2 clarinettes en si bémol, clarinette basse, 3 bassons, contrebasson ;
- 6 cors d'harmonie, 4 trompettes, 4 trombones, tuba ;
- 4 timbales, une petite timbale, tam-tam, cymbales, grosse caisse, caisse claire, tambour de basque, triangle, xylophone, castagnettes, glockenspiel ;
- 2 harpes, célesta ;
- harmonium et orgue (derrière la scène) ;
- 16 premiers violons, 16 seconds violons, 10-12 altos, 10 violoncelles, 8 contrebasses.

## Représentations historiques

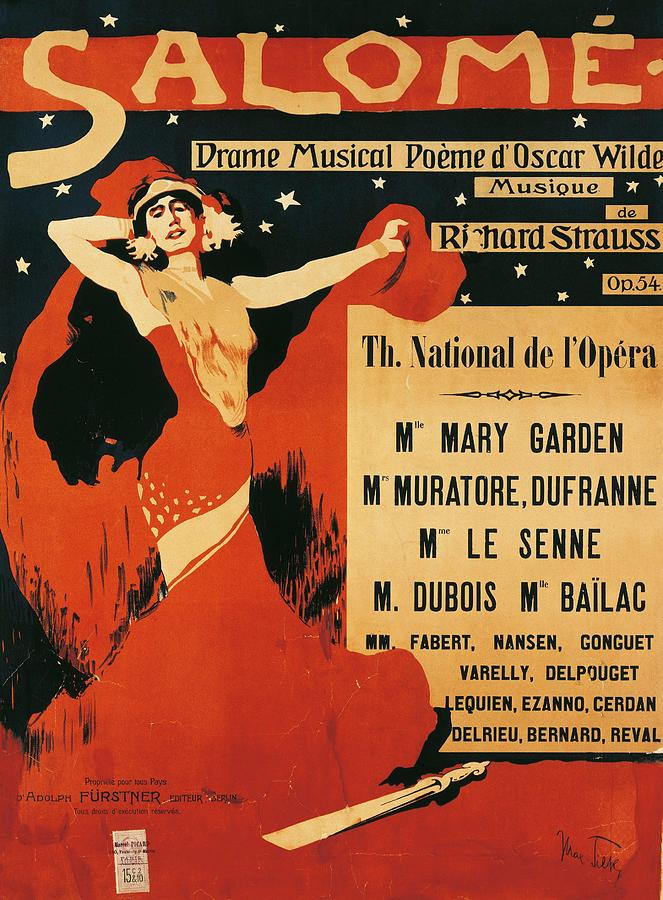
Affiche de Max Tilke pour une représentation de Salomé en 1910.

Il s'agit du troisième opéra de Strauss, et on peut dire qu'il a été un succès de scandale. Jusqu'alors on connaissait Strauss comme compositeur de poèmes symphoniques et d'autres pièces, tandis que ses deux premiers opéras avaient échoué. Mais le succès de Salomé fut tel qu'avec les recettes financières qu'il en tira il put acheter à Garmisch-Partenkirchen une maison où il devait habiter jusqu'à la fin de ses jours. Salomé a été créée le 9 décembre 1905 à Dresde, et ce fut un scandale. Dès 1906, Salomé est reprise par plus d'une dizaine de théâtres (Graz, Cologne, Berlin, Turin, Milan sous la baguette d'Arturo Toscanini, etc.) et est donnée sur une cinquantaine de scènes en 1907 (Bruxelles en version française, New York, où elle fut ensuite interdite après la première, avec Olive Fremstad, pendant dix-sept ans, le contenu ayant été considéré comme trop choquant pour le public américain, au théâtre du Châtelet sous la direction de Strauss, etc.). L'opéra que Strauss composa ensuite, Elektra, devait également être interdit au Metropolitan, sa seule faute étant peut-être d'être associé avec Salomé. On la trouve en 1909 à Venise, en 1910 à Vienne et à Londres, en 1918 à Paris. Gustav Mahler essaya de monter l'opéra à Vienne, mais l'œuvre y fut interdite, comme ce fut le cas à Londres. À Salzbourg aussi, à l'instigation de l'archevêque lui-même, l'opéra fut interdit jusqu'en 1929, quand le chef d'orchestre Herbert von Karajan fut le premier à avoir le courage de défier l'interdiction.
Selon le compositeur, la chanteuse capable d'assumer pleinement le rôle devait avoir « la voix d'une Isolda de seize ans », exigence impossible étant donné qu'il n'existe pas de soprano dramatique de cet âge qui possède la puissance vocale nécessaire pour chanter Salomé.
Outre la soprano roumaine Maria Cebotari (1910-1949), une des sopranos préférées de Strauss avec Maria Jeritza et Viorica Ursuleac, l'interprète la plus fameuse du rôle de Salomé fut l'exubérante soprano bulgare Ljuba Welitsch (1913-1996), dont le timbre s'approchait de ce que souhaitait Strauss. Elle chanta Salomé à Vienne sous la direction de Strauss lui-même en 1944 et ce fut un événement international. Elle débuta à Londres à Covent Garden sous la direction de Peter Brook dans des décors de Salvador Dalí, et au Metropolitan Opera en 1949 sous la direction de Fritz Reiner dans l'une des soirées les plus mémorables de l'histoire du théâtre. En 1952, un deuxième enregistrement enregistré devant public au Met de New York, également dirigé par Fritz Reiner, reste une version d'anthologie, sans compter les multiples scènes finales de l'opéra qu'elle nous a léguées.
Mais l'effort était excessif et la voix de Welitsch s'en ressentit en peu de temps. À la même époque, seules Christel Goltz, à la voix plus charnue, et Inge Borkh, incendiaire, pouvaient rivaliser avec Welitsch. Depuis ce temps-là, la combinaison du timbre et de la puissance vocale utilisés par Welitsch marque la limite à laquelle se sont prudemment tenues celles qui l'ont suivie, comme Astrid Varnay, Birgit Nilsson, Anja Silja, Leonie Rysanek, Julia Migenes, Cheryl Studer, Teresa Stratas, Hildegard Behrens, Catherine Malfitano et d'autres.

## Discographie sélective

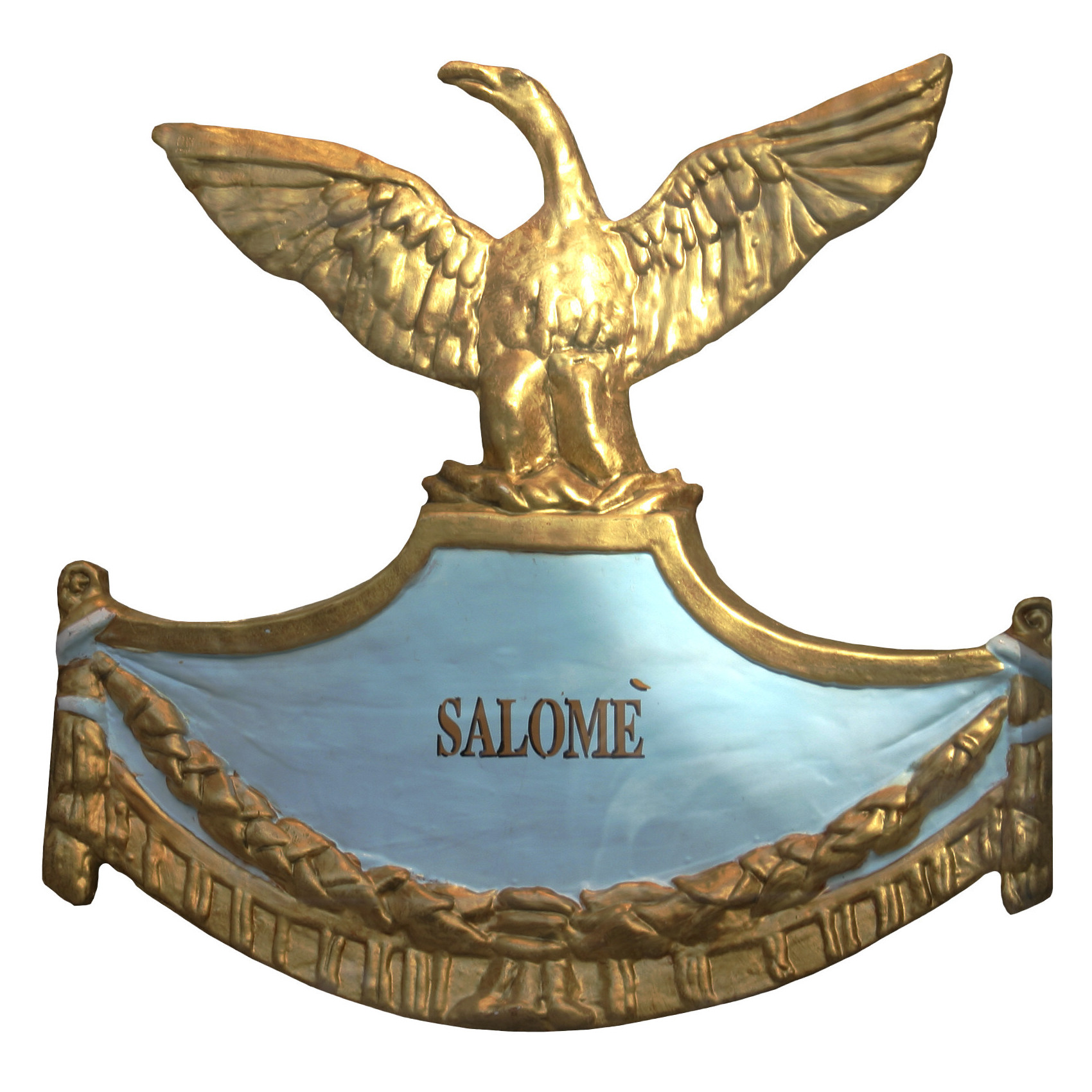
Salome est donné à la Fenice
en 1909

- 1949 : Fritz Reiner, Orchestre du Metropolitan Opera, New York, Ljuba Welitsch (Salomé), Herbert Jansenn (Jochanaan), Frederick Jagel (Hérode), Kerstin Thorborg (Hérodias), Brian Sullivan (Narraboth) (Gebhardt)
- 1951 : Joseph Keilberth, Orchestre de l'Opéra d'État de Bavière, Inge Borkh (Salomé), Hans Hotter (Jochanaan), Max Lorenz (Hérode), Irmgard Barth (Hérodias), Lorenz Fehenberger (Narraboth) (Orfeo)
- 1952 : Fritz Reiner, Orchestre du Metropolitan Opera, New York, Ljuba Welitsch (Salomé), Hans Hotter (Jochanaan), Set Svanholm (Hérode), Elisabeth Höngen (Hérodias) (Myto/Walhall)
- 1952 : Rudolf Moralt, Orchestre symphonique de Vienne, Walburga Wegner (Salomé), Josef Metternich (Jochanaan), Laszlo Szemere (Hérode), Georgine von Milinkovic (Hérodias) (Philips)
- 1954 : Clemens Krauss, Orchestre philharmonique de Vienne, Christel Goltz (Salomé), Hans Braun (Jochanaan), Julius Patzak (Hérode), Margareta Kenney (Hérodias), Anton Dermota (Narraboth) (Naxos)
- 1955 : Dimitri Mitropoulos, Orchestre du Metropolitan Opera, New York, Christel Goltz (Salomé), Paul Schöffler (Jochanaan), Ramón Vinay (Hérode), Blanche Thebom (Hérodias) (Walhall)
- 1958 : Dimitri Mitropoulos, Orchestre du Metropolitan Opera, New York, Inge Borkh (Salomé), Ramón Vinay (Hérode), Blanche Thebom (Hérodias) (Living Stage)
- 1961 : Georg Solti, Orchestre philharmonique de Vienne, Birgit Nilsson (Salomé), Eberhard Waechter (Jochanaan), Gerhard Stolze (Hérode), Grace Hoffman (Hérodias) (Decca)
- 1968 : Erich Leinsdorf, Orchestre philharmonique de Londres, Montserrat Caballé (Salomé), Sherrill Milnes (Jochanaan), Richard Lewis, James King, Regina Resnik (Hérodias) (RCA)
- 1970 :  Karl Böhm, Orchestre de l'Opéra d'État de Hambourg, Gwyneth Jones (Salomé), Dietrich Fischer-Dieskau (Jochanaan), Richard Cassily (Hérode), Mignon Dunn (Hérodias), Wieslav Ochmann (Narraboth) (Deutsche Grammophon)
- 1977 : Herbert von Karajan, Orchestre philharmonique de Vienne, Hildegard Behrens (Salomé), José van Dam (Jochanaan), Agnes Baltsa (Hérodias), Karl-Walter Böhm (EMI)
- 1990 : Seiji Ozawa, Staatskapelle de Dresde, Jessye Norman (Salomé), James Morris (Jochanaan), Walter Raffeiner (Hérode), Kerstin Witt (Hérodias), Richard Leech (Narraboth) (Philips Classics)
- 1991 : Giuseppe Sinopoli, Orchestre du Deutsche Oper Berlin, Cheryl Studer (Salomé), Bryn Terfel (Jochanaan), Horst Hiestermann (Hérode), Leonie Rysanek (Hérodias) (Deutsche Grammophon)
- 1992 : Christoph von Dohnányi, Orchestre philharmonique de Vienne, Catherine Malfitano (Salomé), Bryn Terfel (Jochanaan), Kenneth Riegel (Hérode), Hanna Schwarz (Hérodias), Peter Seiffert (Narraboth) (DVD Decca, mise en scène de Luc Bondy)
- 2018 : Franz Welser-Möst (Chef d'orchestre), Wiener Philharmoniker, Asmik Grigorian (Salomé), John Daszak (Hérode), Anna Maria Churi (Hérodias), Gábor Bretz (Jochanaan), Julian Prégardien (Narraboth) (DVD Unitel, mise en scène de Romeo Castellucci)[13].